# Сольсона
Сольсо́на (ісп. Solsona), або Сулсо́на (кат. Solsona) — муніципалітет, розташований в Автономній області Каталонія, в Іспанії. Знаходиться у районі (кумарці) Сулсунес провінції Лєйда, згідно з новою адміністративною реформою перебуватиме у складі Центральної баґарії (округи).

## Населення
Населення міста (у 2007 р.) становить 9.000 осіб (з них менше 14 років - 16,4%, від 15 до 64 - 66,4%, понад 65 років - 17,2%). У 2006 р. народжуваність склала 123 особи, смертність - 73 особи, зареєстровано 32 шлюби. У 2001 р. активне населення становило 3.520 осіб, з них безробітних - 201 особа.

Серед осіб, які проживали на території міста у 2001 р., 6.082 народилися в Каталонії (з них 4.633 особи у тому самому районі, або кумарці), 923 особи приїхали з інших областей Іспанії, а 339 осіб приїхало з-за кордону. 

Університетську освіту має 9,5% усього населення. 

У 2001 р. нараховувалося 2.548 домогосподарств (з них 20,4% складалися з однієї особи, 25% з двох осіб,22% з 3 осіб, 21,3% з 4 осіб, 7,2% з 5 осіб, 2,9% з 6 осіб, 0,7% з 7 осіб, 0,3% з 8 осіб і 0,1% з 9 і більше осіб).

Активне населення міста у 2001 р. працювало у таких сферах діяльності : у сільському господарстві - 5,5%, у промисловості - 24,9%, на будівництві - 19,1% і у сфері обслуговування - 50,4%. 

 У муніципалітеті або у власному районі (кумарці) працює 3.568 осіб, поза районом - 673 особи.

### Доходи населення
У 2002 р. доходи населення розподілялися таким чином :
| \| Доходи населення за статтями доходів \| Доходи населення за статтями доходів \| Доходи населення за статтями доходів \| \| Рік \| 2002 р. \| 2001 р. \| \| ------------------------------------ \| ------------------------------------ \| ------------------------------------ \| \| Заробітна платня \| 57,3% \| 57,2% \| \| Доходи від ведення бізнесу \| 29,2% \| 29,8% \| \| Соціальна допомога \| 13,6% \| 13% \| |         |         |
| Доходи населення за статтями доходів |         |         |
| Рік | 2002 р. | 2001 р. |
| Заробітна платня | 57,3%   | 57,2%   |
| Доходи від ведення бізнесу | 29,2%   | 29,8%   |
| Соціальна допомога | 13,6%   | 13%     |

### Безробіття
У 2007 р. нараховувалося 178 безробітних (у 2006 р. - 189 безробітних), з них чоловіки становили 39,9%, а жінки - 60,1%.

## Економіка
У 1996 р. валовий внутрішній продукт розподілявся по сферах діяльності таким чином :
| \| Валовий внутрішній продукт \| Валовий внутрішній продукт \| Валовий внутрішній продукт \| \| Рік \| 1996 р. \| 1991 р. \| \| -------------------------- \| -------------------------- \| -------------------------- \| \| Сільське господарство \| 5% \| 4,8% \| \| Промисловість \| 28,7% \| 30,4% \| \| Будівництво \| 16,9% \| 16,2% \| \| Послуги \| 49,4% \| 48,7% \| |         |         |
| Валовий внутрішній продукт |         |         |
| Рік | 1996 р. | 1991 р. |
| Сільське господарство | 5%      | 4,8%    |
| Промисловість | 28,7%   | 30,4%   |
| Будівництво | 16,9%   | 16,2%   |
| Послуги | 49,4%   | 48,7%   |

### Підприємства міста

#### Промислові підприємства
| \| Промислові підприємства міста, за сферою діяльності \| Промислові підприємства міста, за сферою діяльності \| Промислові підприємства міста, за сферою діяльності \| \| Рік \| 2002 р. \| 2001 р. \| \| --------------------------------------------------- \| --------------------------------------------------- \| --------------------------------------------------- \| \| Енергетичні та водні ресурси \| 3,5% \| 3,6% \| \| Хімія та метали \| 9,4% \| 8,3% \| \| Переробка металів \| 42,4% \| 45,2% \| \| Продукти харчування \| 8,2% \| 8,3% \| \| Текстиль \| 10,6% \| 10,7% \| \| Виробництво меблів, видання \| 23,5% \| 21,4% \| \| Інше \| 2,4% \| 2,4% \| \| Усього підприємств \| 85 \| 84 \| |         |         |
| Промислові підприємства міста, за сферою діяльності |         |         |
| Рік | 2002 р. | 2001 р. |
| Енергетичні та водні ресурси | 3,5%    | 3,6%    |
| Хімія та метали | 9,4%    | 8,3%    |
| Переробка металів | 42,4%   | 45,2%   |
| Продукти харчування | 8,2%    | 8,3%    |
| Текстиль | 10,6%   | 10,7%   |
| Виробництво меблів, видання | 23,5%   | 21,4%   |
| Інше | 2,4%    | 2,4%    |
| Усього підприємств | 85      | 84      |

#### Роздрібна торгівля
| \| Підприємства роздрібної торгівлі міста, за сферою діяльності \| Підприємства роздрібної торгівлі міста, за сферою діяльності \| Підприємства роздрібної торгівлі міста, за сферою діяльності \| \| Рік \| 2002 р. \| 2001 р. \| \| ------------------------------------------------------------ \| ------------------------------------------------------------ \| ------------------------------------------------------------ \| \| Продукти харчування \| 28,4% \| 29,2% \| \| Одяг та взуття \| 23,2% \| 22,2% \| \| Товари для дому \| 12,1% \| 14,1% \| \| Книги та періодичні видання \| 3,2% \| 2,7% \| \| Промислова хімічна продукція \| 10,5% \| 10,3% \| \| Продукція, пов'язана з транспортними засобами \| 3,7% \| 3,2% \| \| Інше \| 18,9% \| 18,4% \| \| Усього підприємств \| 190 \| 185 \| |         |         |
| Підприємства роздрібної торгівлі міста, за сферою діяльності |         |         |
| Рік | 2002 р. | 2001 р. |
| Продукти харчування | 28,4%   | 29,2%   |
| Одяг та взуття | 23,2%   | 22,2%   |
| Товари для дому | 12,1%   | 14,1%   |
| Книги та періодичні видання | 3,2%    | 2,7%    |
| Промислова хімічна продукція | 10,5%   | 10,3%   |
| Продукція, пов'язана з транспортними засобами | 3,7%    | 3,2%    |
| Інше | 18,9%   | 18,4%   |
| Усього підприємств | 190     | 185     |

#### Сфера послуг
| \| Підприємства міста, що працюють у сфері послуг, за діяльністю \| Підприємства міста, що працюють у сфері послуг, за діяльністю \| Підприємства міста, що працюють у сфері послуг, за діяльністю \| \| Рік \| 2002 р. \| 2001 р. \| \| ------------------------------------------------------------- \| ------------------------------------------------------------- \| ------------------------------------------------------------- \| \| Гуртова торгівля \| 10,8% \| 10,8% \| \| Готелі та готельний бізнес \| 16,5% \| 15,9% \| \| Транспорт та зв'язок \| 22,4% \| 23,5% \| \| Посередницькі фінансові послуги \| 3,6% \| 4% \| \| Послуги підприємствам \| 8,5% \| 8,4% \| \| Послуги фізичним особам \| 31,2% \| 31,5% \| \| Нерухомість та ін. \| 7% \| 5,9% \| \| Усього підприємств \| 388 \| 371 \| |         |         |
| Підприємства міста, що працюють у сфері послуг, за діяльністю |         |         |
| Рік | 2002 р. | 2001 р. |
| Гуртова торгівля | 10,8%   | 10,8%   |
| Готелі та готельний бізнес | 16,5%   | 15,9%   |
| Транспорт та зв'язок | 22,4%   | 23,5%   |
| Посередницькі фінансові послуги | 3,6%    | 4%      |
| Послуги підприємствам | 8,5%    | 8,4%    |
| Послуги фізичним особам | 31,2%   | 31,5%   |
| Нерухомість та ін. | 7%      | 5,9%    |
| Усього підприємств | 388     | 371     |

## Житловий фонд
У 2001 р. 2,9% усіх родин (домогосподарств) мали житло метражем до 59 м², 26,6% - від 60 до 89 м², 47,6% - від 90 до 119 м² і
22,9% - понад 120 м².

З усіх будівель у 2001 р. 31,5% було одноповерховими, 41,2% - двоповерховими, 15,8
% - триповерховими, 7,7% - чотириповерховими, 2,2% - п'ятиповерховими, 0,7% - шестиповерховими,
0,3% - семиповерховими, 0,6% - з вісьмома та більше поверхами.

## Автопарк
| \| Автомобілі, зареєстровані у місті, за призначенням \| Автомобілі, зареєстровані у місті, за призначенням \| Автомобілі, зареєстровані у місті, за призначенням \| \| Рік \| 2006 р. \| 2005 р. \| \| -------------------------------------------------- \| -------------------------------------------------- \| -------------------------------------------------- \| \| Приватні автомобілі \| 66,7% \| 67,3% \| \| Мотоцикли \| 6,2% \| 5,7% \| \| Вантажівки \| 20,4% \| 20,4% \| \| Трактори \| 1,7% \| 1,9% \| \| Автобуси та ін. \| 4,9% \| 4,7% \| \| Усього автомобілів \| 6.685 шт. \| 6.377 шт. \| |           |           |
| Автомобілі, зареєстровані у місті, за призначенням |           |           |
| Рік | 2006 р.   | 2005 р.   |
| Приватні автомобілі | 66,7%     | 67,3%     |
| Мотоцикли | 6,2%      | 5,7%      |
| Вантажівки | 20,4%     | 20,4%     |
| Трактори | 1,7%      | 1,9%      |
| Автобуси та ін. | 4,9%      | 4,7%      |
| Усього автомобілів | 6.685 шт. | 6.377 шт. |

## Вживання каталанської мови
У 2001 р. каталанську мову у місті розуміли 96,8% усього населення (у 1996 р. - 98,1%), вміли говорити нею 88,2% (у 1996 р. - 
90,1%), вміли читати 85,5% (у 1996 р. - 82,9%), вміли писати 64,3
% (у 1996 р. - 55,9%). Не розуміли каталанської мови 3,2%.

## Політичні уподобання
У виборах до Парламенту Каталонії у 2006 р. взяло участь 3.681 особа (у 2003 р. - 4.154 особи). Голоси за політичні сили розподілилися таким чином:
| \| Вибори до Парламенту Каталонії \| Вибори до Парламенту Каталонії \| Вибори до Парламенту Каталонії \| \| Рік \| 2006 р. \| 2003 р. \| \| -------------------------------------- \| ------------------------------ \| ------------------------------ \| \| Конвергенція та Єднання (CiU) \| 41% \| 44,3% \| \| Соціалістична партія Каталонії (PSC) \| 17% \| 18,1% \| \| Народна партія (PP) \| 6,3% \| 5,8% \| \| Ініціатива за зелену Каталонію (IC) \| 8,7% \| 4% \| \| Республіканська лівиця Каталонії (ERC) \| 25,5% \| 26,5% \| \| Громадянська партія (C's) \| 0,2% \| 0% \| \| Інші \| 1,3% \| 1,3% \| |         |         |
| Вибори до Парламенту Каталонії |         |         |
| Рік | 2006 р. | 2003 р. |
| Конвергенція та Єднання (CiU) | 41%     | 44,3%   |
| Соціалістична партія Каталонії (PSC) | 17%     | 18,1%   |
| Народна партія (PP) | 6,3%    | 5,8%    |
| Ініціатива за зелену Каталонію (IC) | 8,7%    | 4%      |
| Республіканська лівиця Каталонії (ERC) | 25,5%   | 26,5%   |
| Громадянська партія (C's) | 0,2%    | 0%      |
| Інші | 1,3%    | 1,3%    |

У муніципальних виборах у 2007 р. взяло участь 4.049 осіб (у 2003 р. - 4.326 осіб). Голоси за політичні сили розподілилися таким чином:
| \| Муніципальні вибори \| Муніципальні вибори \| Муніципальні вибори \| \| Рік \| 2007 р. \| 2003 р. \| \| -------------------------------------- \| ------------------- \| ------------------- \| \| Конвергенція та Єднання (CiU) \| 36,8% \| 46,2% \| \| Соціалістична партія Каталонії (PSC) \| 13,6% \| 0% \| \| Народна партія (PP) \| 4% \| 5,8% \| \| Ініціатива за зелену Каталонію (IC) \| 0% \| 0% \| \| Республіканська лівиця Каталонії (ERC) \| 30,8% \| 23% \| \| Громадянська партія (C's) \| 0% \| 0% \| \| Інші \| 14,8% \| 24,9% \| |         |         |
| Муніципальні вибори |         |         |
| Рік | 2007 р. | 2003 р. |
| Конвергенція та Єднання (CiU) | 36,8%   | 46,2%   |
| Соціалістична партія Каталонії (PSC) | 13,6%   | 0%      |
| Народна партія (PP) | 4%      | 5,8%    |
| Ініціатива за зелену Каталонію (IC) | 0%      | 0%      |
| Республіканська лівиця Каталонії (ERC) | 30,8%   | 23%     |
| Громадянська партія (C's) | 0%      | 0%      |
| Інші | 14,8%   | 24,9%   |

## Релігія
- Центр Сольсонської діоцезії Католицької церкви.